# Prince of Persia: Le sabbie del tempo
Prince of Persia: Le sabbie del tempo (Prince of Persia: The Sands of Time) è un videogioco a piattaforme-d'azione edito da Ubisoft nel 2003. Il videogioco, sostanzialmente un riavvio della trilogia classica di Prince of Persia da parte del suo stesso creatore Jordan Mechner (di cui ne aveva appunto ceduto i diritti alla Ubisoft, detenuti originariamente dalla Brøderbund che venne chiusa nel 1999), riscosse un immediato successo di vendite e critica, tanto da esercitare un'influenza a dir poco rivoluzionaria su tutti gli altri videogiochi dello stesso genere venuti dopo.
Al gioco sono poi succeduti due seguiti, Prince of Persia: Spirito guerriero e Prince of Persia: I due troni, oltreché ben due midquel, Battles of Prince of Persia (esclusivamente per il Nintendo DS) e Prince of Persia: Le sabbie dimenticate; nel 2008 è stato inoltre effettuato un secondo riavvio della serie con la breve Saga di Ahriman.
Nel settembre del 2020 ne è stato annunciato inoltre un suo rifacimento sviluppato inizialmente dai team di Ubisoft Pune e Ubisoft Mumbai, la cui data era stata inizialmente fissata per il 2021 (dapprima il 21 gennaio, poi il 14 febbraio e ancora il 18 marzo) per finire poi ad essere rielaborato e rimosso dai progetti dei due team indiani per essere assegnato a Ubisoft Montreal e rinviato data da definirsi, per PlayStation 5, PlayStation 4, Xbox One, Xbox Series X/S, Nintendo Switch e Microsoft Windows.

## Trama
In viaggio verso l'India, il Principe di Persia, figlio del grande re persiano Shahraman, ha l'occasione di partecipare alla sua prima grande battaglia contro una potente città indiana. I persiani riescono a vincere e a conquistare la città, riducendo in schiavitù gli abitanti (tra cui la bellissima Farah, figlia del Maharajah) e saccheggiando le locali stanze del tesoro, ricche di antichi manufatti come una grande Clessidra, contenente le mitiche Sabbie del Tempo, e un Pugnale magico, in grado di piegare il tempo al volere di chi lo possiede. Il vecchio Visir Zervan, che aveva tradito il suo padrone per consegnare la città ai persiani in cambio di uno dei manufatti fra quelli trafugati, chiede come ricompensa proprio il Pugnale del Tempo trovato dal Principe. I suoi desideri tuttavia sono frenati dal saggio re Shahraman, che si rifiuta di sottrarre al figlio il bottino della sua prima battaglia.
L'esercito persiano raggiunge quindi il sultanato alleato di Azad, recando i tesori appena ottenuti come dono per il Sultano. Zervan spiega che le Sabbie del Tempo contenute nella Clessidra sono in grado di manipolare il corso degli eventi e possiedono immensi poteri. Egli convince così il Principe a utilizzare il Pugnale per infrangere il sigillo della Clessidra, nonostante il tentativo di Farah, fatta prigioniera e condotta dinnanzi al Sultano come schiava, di scongiurare la cosa: le Sabbie del Tempo appena rilasciate iniziano così a seminare morte e distruzione nel palazzo, attaccando i presenti e trasformandoli in orribili creature di sabbia. Soltanto il Principe, Zervan e Farah si salvano grazie ai manufatti in loro possesso: il Pugnale del Principe, il Bastone di Zervan e il Medaglione di Farah. Con le Sabbie del Tempo sprigionate, Zervan può mettere in atto il suo piano: l’uomo, ormai vecchio e malato, aveva scoperto che, grazie al potere delle Sabbie, avrebbe potuto compiere un rituale che gli garantisse l'immortalità, da cui ne è ossessionato: cerca quindi di sottrarre il Pugnale, necessario per ultimare il rituale, al Principe, ma questi riesce a fuggire.
Il Principe e Farah, ormai gli unici sopravvissuti, decidono di collaborare, nonostante qualche iniziale incomprensione, e intraprendere insieme un'avventura all'interno del palazzo di Azad, semidistrutto dal potere delle Sabbie. L'obiettivo è infatti trovare la Clessidra e chiuderla con il Pugnale, in modo che le Sabbie del Tempo vengano nuovamente sigillate e il giusto corso degli eventi ripristinato. I due protagonisti, uniti dalle disavventure, a poco a poco si innamorano l'uno dell'altra. Nonostante i perenni ostacoli architettati da Zervan, ora divenuto un pericoloso stregone, i due protagonisti riescono a raggiungere la Torre Aurora, dove le creature di Zervan hanno portato la Clessidra. Il Principe tuttavia esita nell'usare il Pugnale per sigillare le sabbie, insospettito da una precedente visione nella quale Farah ruba il pugnale. Prima che Farah possa fare qualunque cosa per convincere il giovane, Zervan li raggiunge e scatena il potere delle Sabbie, che intrappola i due giovani in una tomba. 
Avvolti dall'oscurità, i due si riappacificano e si confidano le proprie paure. Farah racconta al Principe di quando, da bambina, sua madre le disse una parola magica segreta che permetteva di scappare da qualunque cosa si avesse paura: "Kakolukiyam". Appena Farah pronuncia questa parola, come per magia, la coppia trova una via di fuga verso delle stanze da bagno, dove rivelano i propri sentimenti l’uno per l’altro. A questo punto Farah, esattamente come nella visione, decide di sottrarre il Pugnale al Principe e di proseguire da sola, lasciandogli solo il Medaglione per proteggerlo dalla contaminazione delle Sabbie. Tuttavia, l'intera scena dopo che Farah ha pronunciato la parola magica "Kakolukiyam" fino al risveglio del principe ha un'atmosfera e degli elementi fortemente onirici e probabilmente si tratta di un sogno del principe. In realtà Farah, non fidandosi più del Principe, si è limitata a derubarlo del pugnale e della spada e a uscire dalla tomba non appena questi si è addormentato. Rimasto disarmato e con in possesso solamente il Medaglione per non soccombere alle Sabbie, il Principe recupera una potente spada incantata custodita nelle vicinanze e si mette all'inseguimento di Farah, ma la raggiunge in tempo soltanto per vederla soccombere alle creature di sabbia. Farah viene colpita e il Principe tenta invano di salvarla da una caduta mortale provando a riavvolgere il tempo con il Pugnale appena recuperato, senza però riuscirvi in quanto Farah aveva esaurito tutta la scorta di sabbia al suo interno. Sconfitti gli ultimi nemici rimasti, il Principe raggiunge disperato la sua amata ormai morta, e nel mentre giunge anche Zervan, che promette di dare al Principe la vita eterna. Il giovane persiano, furente con il visir ma soprattutto verso sé stesso, in quanto le sue azioni lo hanno reso responsabile della morte di tutte le persone che amava, raggiunge a gran velocità la Clessidra cogliendo di sorpresa il visir e stavolta, senza esitazione, utilizza il Pugnale per rinchiudere le Sabbie del Tempo.
Con la Clessidra nuovamente sigillata, il corso del tempo viene riavvolto fino alla notte prima dell'inizio della battaglia tra l'esercito persiano e quello del Mahrajah. Conscio di ciò, il Principe, con il Pugnale ancora in suo possesso, si reca a palazzo dove trova Farah, che ovviamente non lo riconosce in quanto non si sono mai incontrati, e per tutta la notte le racconta la sua storia. A questo punto fa il suo ingresso Zervan, determinato ad eliminare il Principe prima che possa ostacolare il suo piano. I due si affrontano e il Principe riesce finalmente a uccidere Zervan, scongiurando così tutti gli orrori che si sarebbero potuti scatenare successivamente. Quindi restituisce il Pugnale del Tempo a Farah, che gli domanda perché ha inventato una storia tanto assurda per provare il tradimento di Zervan. Il Principe, conscio di non poterla convincere sulla veridicità di quanto ha raccontato, ammette di aver inventato tutto, ma quando Farah gli domanda quale sia il suo nome, risponde: "Chiamami pure Kakolukiyam," per poi sparire nella foresta, lasciando Farah molto sorpresa.

## Modalità di gioco
Durante la partita si incontrano più volte dei luoghi nascosti e misteriosi, chiamati "Fontane Magiche".
Così come le altre sorgenti e vasche di acqua, esse restituiscono energia vitale al Principe, ma in più aumentano la quantità di salute contenibile dalla sua barra della vita.
L'origine di questi luoghi non è dichiarata nella trama del gioco e non c'è nessuna spiegazione alla loro esistenza.
Nemmeno nei seguiti del gioco (Spirito Guerriero e I Due Troni), quando il principe riceve della vita extra, non si capisce da dove venga l'energia che riceve o da dove abbia origine. In più all'inizio del gioco le Fontane sono chiaramente visibili come buchi nei muri che scompaiono misteriosamente dopo averli utilizzati, mentre verso la fine del gioco sono dietro muri che vanno spaccati. Sembra che questi luoghi siano fuori dallo spazio e dal tempo, in una dimensione del tutto distante dal palazzo di Azad, tant'è vero che quando il principe fa ritorno da uno di questi luoghi chiede a Farah quanto tempo sia stato via, ma ella gli risponde con aria incuriosita "Stato via? Di che stai parlando?". Questi luoghi si ritrovano anche in Prince of Persia: Le sabbie dimenticate.
Anche il Pugnale del Tempo può creare strani effetti: se infatti si riavvolge il Tempo nelle vicinanze di Farah lei dice "è come se avessi già vissuto questo momento", ma non ricorda quando.
Come extra è possibile sbloccare e giocare il livello 1 del primo Prince of Persia in 3D e il gioco del 1989 nella sua versione completa originale.

## Personaggi
- Principe

Il figlio minore del re di Persia Shahraman. Partecipa alla sua prima battaglia insieme al padre che intende conquistare la città del Maharaja dell'India. Durante l'attacco trova il Pugnale del Tempo: un pugnale magico che dona a chi lo possiede il controllo completo del tempo e lo protegge dagli effetti delle Sabbie del Tempo. La voce è di Domenico Strati.
- La Principessa Farah

L'unica figlia del Marajah d'India, rapita e fatta schiava dopo l'assedio al suo palazzo da parte dell'esercito persiano. Dopo alcune controversie, unisce le sue forze a quelle del Principe per contrastare il Visir e rimediare ai danni causati dalle Sabbie del Tempo. La voce è di Chiara Colizzi.
- Il Visir Zervan

Consigliere del Maharajah d'India che vende il proprio padrone al re di Persia in cambio di una parte del suo bottino. È l'antagonista principale nella trama del gioco ed è colui che convince con l'inganno il Principe a liberare le Sabbie del Tempo. La voce è di Gerolamo Alchieri.

## Doppiaggio
| Personaggio     | Voce originale           | Voce italiana     |
| --------------- | ------------------------ | ----------------- |
| Principe        | Yuri Lowenthal           | Domenico Strati   |
| Farah           | Joanna Wasick            | Chiara Colizzi    |
| Visir Zervan    | Barry Dennen             | Gerolamo Alchieri |
| Sultano di Azad | William Frederick Knight | Roberto Stocchi   |
| Re Shahraman    | Warren Burton            | Nino D'Agata      |

## Accoglienza
La rivista Play Generation classificò l'epilogo come il secondo finale più sorprendente tra i titoli usciti su PlayStation 2. La stessa testata inserì il Visir al quinto posto nella classifica dei vecchi più arzilli.

## Altre edizioni
La Ubisoft, nel settembre del 2007, ha deciso di distribuire in modo gratuito quattro videogiochi. Tra i titoli distribuiti ricade anche Prince of Persia: Le sabbie del tempo. Il videogioco include della pubblicità in modo da ripagare Ubisoft dell'investimento.
Verso la fine del 2010 la trilogia è stata rimasterizzata in alta definizione e 3D per Playstation 3.
Nel giugno del 2016 la Ubisoft ha deciso di regalare il gioco come premio per il suo 30º anniversario.

## Film
I Walt Disney Studios hanno prodotto un adattamento cinematografico sulle avventure del principe persiano, che nell'occasione è stato chiamato Dastan, uno degli appellativi dati a Rasthan, il leggendario eroe del quale parla il Principe durante il gioco: è uscito nelle sale italiane nel maggio del 2010. La regia è di Mike Newell, e nel cast figurano Jake Gyllenhaal, Gemma Arterton, Alfred Molina e Ben Kingsley.

## Remake
Prince of Persia: Le sabbie del tempo remake è un remake del videogioco del 2003 per PlayStation 4, Xbox One e PC, originariamente annunciato per il 21 gennaio 2021, successivamente rimandato al 18 marzo 2021, e infine a data indefinita. Ubisoft ha dichiarato che il gioco dovrebbe includere il videogioco del 1989 Prince of Persia. Nel maggio 2022 la società ha annunciato il trasferimento del progetto da Ubisoft Pune e Ubisoft Mumbai a Ubisoft Montreal. Nel maggio 2023 Ubisoft ha confermato l'assenza del titolo nell'Ubisoft Forward di giugno. Nel giugno 2024 viene annunciato che Ubisoft Montreal sarà affiancata da Ubisoft Toronto nello sviluppo del remake. Nello stesso mese viene mostrato un teaser trailer in cui viene annunciata la pubblicazione nel 2026.